# Инчхон (станция)
Станция «Инчхон» (кор. 인천역 Инчхоннёк) — железнодорожная станция в Инчхоне, Республика Корея. Станция располагается на линий Кёнъинсон и Суинсон, а также линии 1 электрифицированного железнодорожного транспорта столичного региона. Станция обслуживается Корейской национальной железнодорожной корпорацией.